# Prohelophilus trilineata
Prohelophilus trilineata là một loài ruồi trong họ Ruồi giả ong (Syrphidae). Loài này được Fabricius mô tả khoa học đầu tiên năm 1775. Prohelophilus trilineata phân bố ở miền Australasia